# Kleurenrevolutie

Kaart van kleurrevoluties van 2003 tot 2005.

Kleurenrevolutie (Engels: colour revolution) is een term die sinds ongeveer 2004 door de meeste media wordt gebruikt om uiteenlopende regeringsvijandige protestbewegingen of regimewissels aan te duiden die plaatsvonden in het begin van de 21e eeuw, vooral dan in landen van de voormalige Sovjet-Unie. De term is ook breder toegepast op verschillende andere revoluties elders, onder meer in het Midden-Oosten, de regio Azië-Stille Oceaan, en Zuid-Amerika, daterend van eind jaren tachtig tot in de jaren 2020. Sommige waarnemers (zoals Justin Raimondo en Michael Lind) noemden deze gebeurtenissen een revolutiegolf waarvan de oorsprong teruggaat tot de People Power Revolution van 1986 in de Filipijnen.
Sommige van deze bewegingen boekten succes, zoals het gedwongen aftreden van Slobodan Milošević in Joegoslavië (2000), de Rozenrevolutie in Georgië (2003), de Oranjerevolutie in Oekraïne (2004) en de Tulpenrevolutie in Kirgizië (2005). In de meeste – maar niet alle – gevallen volgden massale straatprotesten na betwiste verkiezingen of eisen voor eerlijke verkiezingen. De protesten leidden tot het aftreden of omverwerpen van leiders die door hun tegenstanders als autoritair werden beschouwd. Sommige gebeurtenissen worden ook "kleurenrevoluties" genoemd, maar verschillen toch sterk van de overige gevallen, bijvoorveeld de Cederrevolutie in Libanon (2005) en de Blauwe Revolutie in Koeweit (2005).
Rusland, China en Vietnam delen de mening dat kleurenrevoluties “een vitale bedreiging vormen voor hun publieke en nationale veiligheid” en “het product zijn van machinaties van de Verenigde Staten en andere westerse mogendheden". Dit laatste is ook deels de inschatting van de Indiase diplomaat K. Gajendra Singh, voormalig ambassadeur.